# Poecilopsetta beanii
Poecilopsetta beanii (лат.) — вид лучепёрых рыб из семейства пецилопсеттовых (Poecilopsettidae). Распространены в западной части Атлантического океана. Максимальная длина тела 10,7 см.

## Описание
Тело удлинённое, овальной формы, сильно сжато с боков, покрыто чешуёй на обеих сторонах. Чешуя мелкая, легкоопадающая, на глазной стороне ктеноидная, а на слепой — циклоидная. Предкрышка без чешуи и кожи. Голова маленькая, сжатая, с выемкой перед глазами. Рыло короткое. Глаза расположены на правой стороне тела. Глаза большие, их диаметр превышает длину рыла. Нет выростов у глаз. Жаберные тычинки толстые, короткие, заостренные на концах, не зазубренные. Рот конечный. Мелкие зубы на обеих челюстях расположены узкими полосами; размеры и форма зубов сходные на обеих челюстях. Нет зубов на надчелюстной и нёбной костях. Окончание верхней челюсти доходит до вертикали, проходящей через переднюю часть глаза. В плавниках нет колючих лучей. Спинной плавник начинается над глазами и тянется до хвостового стебля. Брюшные плавники почти симметричные, на глазной стороне несколько выдвинуты вперёд, не соединяются с анальным плавником. Позвонков 30—31. Боковая линия на глазной стороне делает резкий изгиб над грудными плавниками, на слепой стороне рудиментарная или отсутствует. На спинном и анальном плавниках видны ряды прерывистых узких полос. Многочисленные мелкие чёрные точки на верхней и нижней частях хвостового плавника.
Максимальная длина тела 10,7 см.

## Ареал и места обитания
Распространены в северо-западной и западной частях Атлантического океана от Новой Англии вдоль побережья США до Флориды, Багамских островов и Мексиканского залива. Встречаются в Карибском море у берегов Кубы, Малые Антильские острова, прибрежные воды Центральной Америки около Панамы и на юг до Колумбии и севера Бразилии.
Морские донные рыбы. Обитают на континентальном шельфе на глубине от 155 до 1641 м.